# The Fog Warning (obraz Winslowa Homera)
The Fog Warning – obraz amerykańskiego malarza Winslowa Homera, uważanego za jednego z największych artystów Stanów Zjednoczonych drugiej połowy XIX i początków XX wieku. Malowidło, wykonane w 1885, przedstawia rybaka w małej wiosłowej łódce na wzburzonym morzu, transportującego swoją zdobycz, dwie wielkie ryby. Wygląd zachmurzonego nieba zapowiada pogorszenie pogody. W oddali widać żaglowiec. Obraz znajduje się w zbiorach Museum of Fine Arts w Bostonie. Został wykonany w technice olejnej. Jest on jednym z wielu płócien i rysunków artysty poświęconych pracy rybaków.